# Lügde
Lügde is een stad en gemeente in de Duitse deelstaat Noordrijn-Westfalen, gelegen in de Kreis Lippe. De gemeente telt 9.235 inwoners (31 december 2020) op een oppervlakte van 88,64 km².

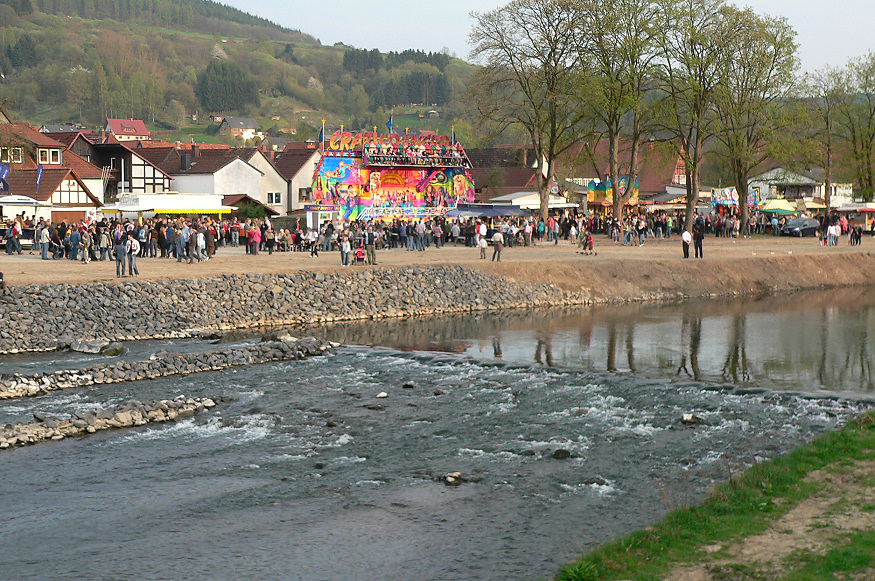
Kermis aan de oever van de Emmer in Lügde
Ortsteile van de gemeente Lügde

## Delen van Lügde
Dit zijn, zie onderstaande tabel:
| Ortschaft                   | Wapen | Bevolking |
| --------------------------- | ----- | --------- |
| Elbrinxen                   |       | 1.093     |
| Falkenhagen                 |       | 308       |
| Harzberg                    |       | 64        |
| Hummersen                   |       | 378       |
| Köterberg                   |       | 66        |
| Lügde (stad)                |       | 5.042     |
| Niese                       |       | 374       |
| Rischenau incl. Biesterfeld |       | 1.016     |
| Sabbenhausen incl. Ratsiek  |       | 841       |
| Wörderfeld                  |       | 319       |

Bevolking: Ontleend aan statistieken over het jaar 2020, afkomstig van de website van de gemeente. Totaal gehele gemeente: 9.501 personen, exclusief tweede-woningbezitters.

## Geografie, infrastructuur
De gemeente ligt deels aan de westflank van, en deels in, het Wezerbergland, aan de grens tussen de deelstaten Noordrijn-Westfalen en Nedersaksen. Door de gemeente stroomt een  niet bevaarbare zijrivier van de Wezer, de Emmer. Lügde-stad ligt op circa 100 meter boven zeeniveau aan dit riviertje. In het uiterste zuidoosten van de gemeente ligt Köterberg op de flanken van de circa 496 meter hoge heuvel van die naam, het hoogste punt van de gemeente en van de gehele Landkreis Lippe.

### Buurgemeentes
- In het noorden, op slechts 3 km van het stadje Lügde verwijderd: Bad Pyrmont (Landkreis Hameln-Pyrmont)
- In het oosten: Vahlbruch  en Polle (Nedersaksen) (Samtgemeinde Bodenwerder-Polle, Landkreis Holzminden)
- In het zuidoosten: de stad Höxter op 28 km van het stadje Lügde
- In het zuiden en zuidwesten: Marienmünster (Kreis Höxter), en iets dichterbij: Schieder-Schwalenberg  (Kreis Lippe)
- In het westen: Blomberg
- In het noordwesten: Barntrup

### Wegverkeer

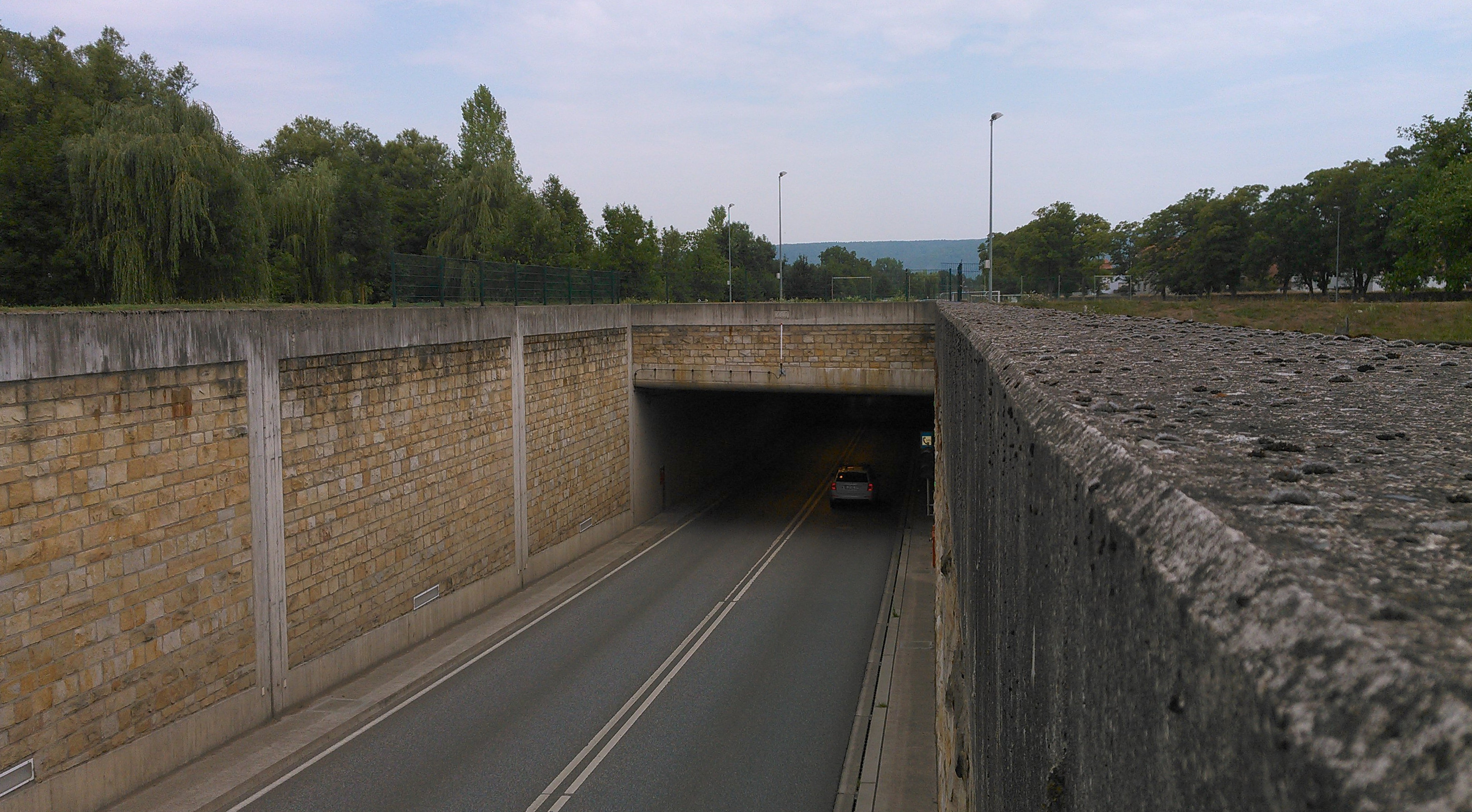
De Emmerauentunnel in de rondweg om het centrum van Lügde

Lügde zelf ligt ietwat bezijden de hoofdwegen. Dat geldt echter niet voor het dorp Rischenau, dat op een kruispunt van belangrijke wegen ligt. Hiervandaan noordwaarts loopt de 11 km lange binnenweg via Elbrinxen naar Lügde; oostwaarts een 9 km lange weg via Falkenhagen naar Polle (vanwaar men over de Bundesstraße 83 linksaf naar Bodenwerder en rechtsaf naar Holzminden kan rijden); zuidwaarts de Bundesstraße 239 langs Niese en de zijweg naar Köterberg, 16 km naar Höxter; en westwaarts loopt de B 239 naar Schwalenberg en Schieder.

### Overig
Lügde beschikt sedert 1892  over een  stoptreinstation aan de spoorlijn Hannover - Soest. In Rischenau is een overstaphalte van verscheidene interlokale buslijnen, o.a. naar Polle in het oosten en vandaar naar Holzminden, naar Höxter in het zuiden en naar Schieder en Schwalenberg in het westen. Streekbussen (in kantooruren 1 x per uur rijdend in beide richtingen) verbinden Lügde met Bad Pyrmont, Schieder-Schwalenberg, Blomberg en Lemgo.

## Economie
De belangrijkste bedrijfstak van de gemeente Lügde is, vooral vanwege het natuurschoon, het toerisme. In het stadje staat één fabriek, waar wikkeldraad gemaakt wordt. Verder is er alleen midden- en kleinbedrijf van niet meer dan lokale betekenis in de gemeente gevestigd.

## Geschiedenis

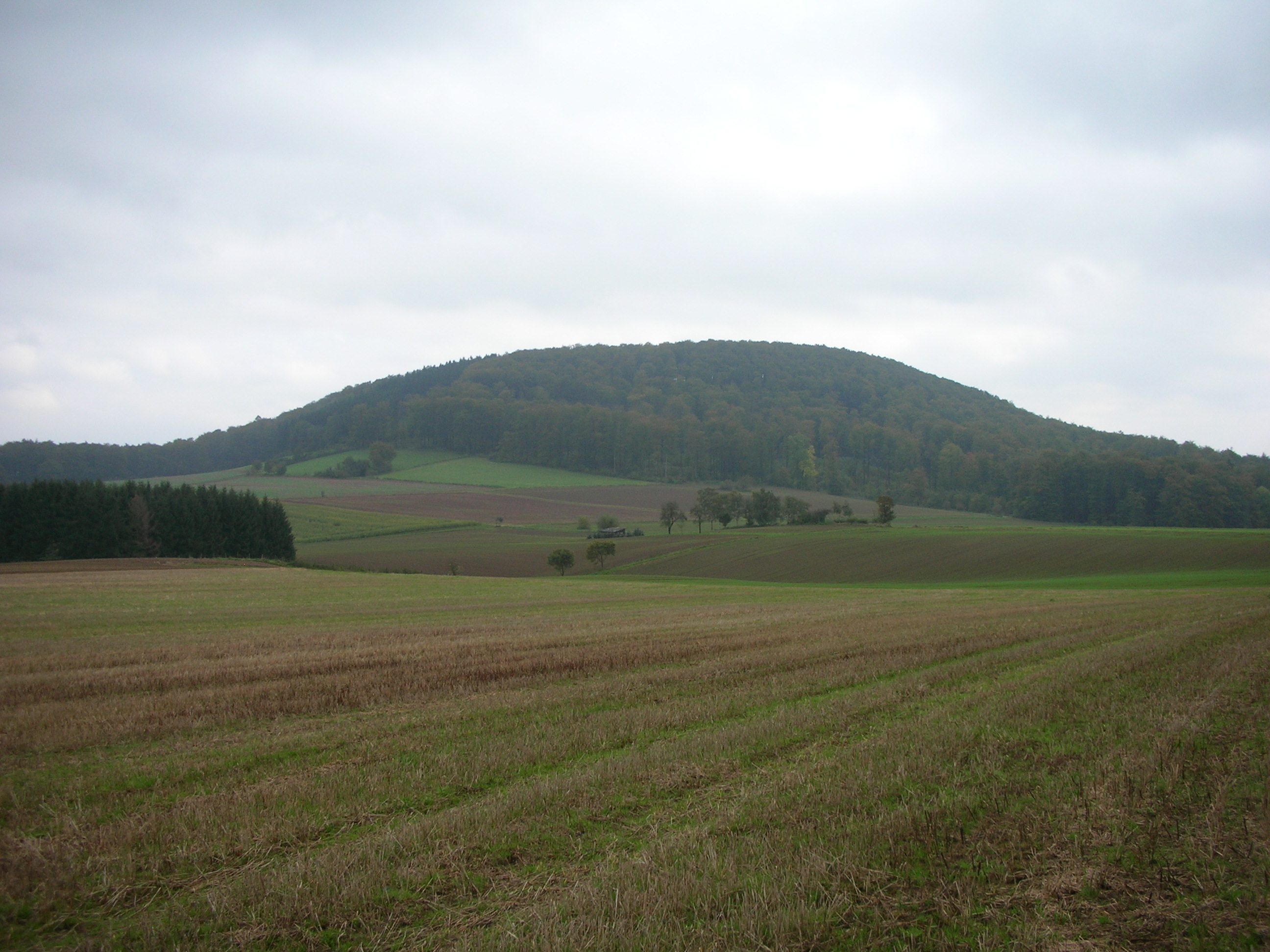
De berg Keuperberg (locatie van de Herlingsburg)

In 784 vierde Karel de Grote het kerstfeest bij de minerale bron in Villa Liuhidi  bij de Skidrioburg, het huidige Lügde. Deze locatie lag nabij de walburg Herlingsburg op de berg Keuperberg, die reeds rond 200 v.Chr. was gesticht, mogelijk door Kelten (dragers van de La-Tènecultuur).
Lügde ontstond geleidelijk in de 12e en 13e eeuw, en bezat in ieder geval reeds in 1195 het muntrecht en in 1255 stadsrechten, die in 1339 werden bevestigd als stadsrecht naar het rechtsmodel der stad Lippstadt. Munt- en stadsrecht waren verleend door de eerste graven van Pyrmont, die vazallen waren van het Prinsaartsbisdom Keulen.  De plaats kon zich tot stad ontwikkelen, omdat zij lag op de plek, waar een belangrijke handelsroute van Hamelen naar Paderborn in een voorde de rivier de  Emmer kruiste. Bovendien zijn er in de omgeving minerale bronnen aanwezig. Uiteindelijk was Lügde in de 14e eeuw een stadje met de voor de streek kenmerkende structuur van drie evenwijdig aan elkaar lopende, met huizen omzoomde straten, met dichtbij de  omringende wal een stenen huis voor de graaf of voor de Amtmann, die Lügde namens hem bestuurde en het tegen rovers en vijanden moest verdedigen.
De dorpen bezuiden de stad Lügde lagen in de 13e eeuw gedeeltelijk in het machtsgebied van graaf Volkwin IV von Schwalenburg, die in 1247 te Falkenhagen een klooster stichtte, dat naar de regel der cisterciënzers leefde. Na verwoesting door oorlogsgeweld in 1407, werd het klooster in 1432 hersteld en in 1442 overgenomen door de Orde van het Heilig Kruis. In de late 15e eeuw was het klooster onder prior Hendrik van Bochholt belangrijk en droeg veel bij aan de welvaart van de streek. Na de -succesvolle - Reformatie in de 16e eeuw  verviel het klooster, maar werd vanaf 1609 door de jezuïeten tijdelijk hersteld; van hier uit slaagden dezen erin, vele protestanten tijdens de Contrareformatie te rekatholiseren.Het effect van de bekeringsijver der Jezuïeten was, dat tot op de huidige dag een aanzienlijke minderheid, in enkele dorpen meer dan 40%,  van de christenen in de gehele gemeente Lügde rooms-katholiek is, een unicum in het verder sterk protestantse Lipperland. Het klooster van Falkenhagen werd in het laatste kwart van de 18e eeuw opgeheven met het verbod op de orde der jezuïeten. Een gedeelte van het klooster is behouden gebleven. De kloosterkerk en het dormitorium zijn als dorpskerk en pastorie bij de evangelisch-gereformeerden in gebruik, een groot vakwerkhuis, en de voormalige priorswoning dienen als parochiekerk en pastorie bij de rooms-katholieken. In 1582 was Lügde door de Reformatie luthers geworden, maar de Contrareformatie deed dit in 1624 weer teniet. Pas in 1853 vond te Lügde pas weer een protestantse kerkdienst plaats. In de gemeente waren in 2007 circa 49% van de schoolkinderen protestants, met name in de van oudsher Lippische dorpen ten zuiden van de stad, en 35% rooms-katholiek.
In het midden van de 16e eeuw is Lügde enige tijd een druk bezocht bedevaartoord van internationale betekenis geweest; men geloofde, dat het water van de Hyllige Born, heilige bron, bij Lügde (Bad Pyrmont bestond nog niet) iedere ziekte zou genezen.
Lügde en omgeving zijn vanaf de 12e eeuw tot 1871 een steeds omstreden grensgebied van allerlei heersers geweest. Onder andere het Graafschap Pyrmont (waarvan de  door de Graven van Schwalenberg geleide residentie in de middeleeuwen enige tijd te Lügde gelegen was), Keurvorstendom Keulen en het Landgraafschap Hessen-Kassel hebben van tijd tot tijd de macht over Lügde uitgeoefend.  In 1648 viel het gehele omliggende  gebied toe aan het gereformeerde graafschap, later vorstendom Lippe, maar Lügde kwam eerst weer in  het graafschap Pyrmont, en na een gebiedsverdeling  in 1668 in het Prinsbisdom Paderborn te liggen, als een exclave in het Graafschap Lippe, die zodoende niet wist te profiteren van de ontwikkeling van het slechts 3 km van Lügde verwijderde  (Bad) Pyrmont tot een van de eerste kuuroorden van Europa.
Vanaf zijn ontstaan in de 12e eeuw tot kort voor het jaar 2000 hebben overstromingen van de Emmer diverse keren grote schade aan het stadje Lügde toegebracht. In de 15e tot en met de 18e eeuw heeft Lügde meer dan vijftien keer grote schade geleden door een stadsbrand; de laatste was in 1797. Ook een lokale erfopvolgingsoorlog in 1584,  de Dertigjarige Oorlog (1618-1648)  en de Zevenjarige Oorlog (1756-1763) brachten de stad steeds weer veel ellende, o.a. door de kosten van vreemde bezettingstroepen, die de bevolking in armoede deden vervallen.  Mede door bovengenoemde rampen was er in de 18e en de eerste helft van de 19e eeuw veel armoede in Lügde; vele inwoners emigreerden naar o.a. Amerika. Enig soelaas bood de rond 1850 opgekomen fabricage van sigaren, die, evenals een ook in de late 19e eeuw ontstane,  niet onbelangrijke, nijverheid van houtverwerkende bedrijven, tot rond 1992 bleef bestaan.
Na de Napoleontische tijd werd Lügde  in 1800 onderdeel van het Koninkrijk Pruisen, dat uiteindelijk in 1871 in het Duitse Keizerrijk opging.
In 1872 kreeg Lügde aansluiting op het spoorwegnet. Daarna profiteerde het mee van de economische vooruitgang van de buurgemeente Bad Pyrmont. In de Tweede Wereldoorlog liep Lügde enige malen schade op door geallieerde luchtbombardementen, die gericht waren tegen de spoorlijn naar Altenbeken. Ook op 4 april 1945, 1 dag voor de capitulatie voor de Amerikaanse troepen, liep de stad nog enige schade door een artilleriegevecht op. In 1946 was er de ongelukkige samenloop van een grote overstroming van de Emmer en de toestroom van enkele honderden Heimatvertriebene, die te Lügde moesten worden ondergebracht. In 1971 vond een gemeentelijke herindeling plaats, waarbij Lügde werd uitgebreid met de ten zuiden ervan gelegen voormalige gemeenten. Het stadje kreeg vanaf circa 1975 te maken met verkeersoverlast, waardoor er zelfs veel winkeliers hun zaak sloten en grote leegstand in de hoofdwinkelstraat ontstond. In 2011 werd, mede om aan deze ongewenste situatie een einde te maken, een rondweg om het centrum aangelegd, met daarin de 850 meter lange  Emmerauentunnel door de uiterwaarden van de Emmer.  
Een correct en volledig overzicht van wie wanneer van de 12e tot en met de 18e eeuw over Lügde de macht uitoefenden, en of dat ook voor de dorpen ten zuiden van het stadje gold, is uiterst moeilijk samen te stellen. Een interessante, Duitse, uiteenzetting over de geschiedenis van Bad Pyrmont en Lügde is te vinden op: archiv-willeke.de/aus-der-luegder-geschichte|.
Voor de oorsprong van Lippe-Biesterfeld, zie ook onder Rischenau.

### Affaire rond seksueel misbruik in de gemeente Lügde
Het dorp Elbrinxen, gemeente Lügde,  is in 2018-2019 negatief in het nieuws geweest, doordat op een camping bij het dorp drie mannen tien jaar lang, van 2008 tot 2018, kinderen, onder wie het pleegdochtertje van een van hen, seksueel misbruikt hebben. Van dit misbruik zijn ook pornografische filmpjes gemaakt. De twee hoofdverdachten zijn in 2019 tot 13 en 12 jaar gevangenisstraf veroordeeld.  Deze affaire ging gepaard met ten minste drie schandalen, die in geheel Duitsland veel stof deden opwaaien.  
- Tijdens het onderzoek raakten eind 2018 tientallen CD-ROMs en andere datadragers met pornografische inhoud bij de politie zoek. Het materiaal was bij de arrestatie van de verdachten in beslag genomen, en dus belangrijk bewijsmateriaal.
- Reeds in 2016 waren bij de Duitse jeugdzorginstanties meldingen over dit seksuele misbruik binnengekomen. Hier is twee jaar lang niets mee gedaan.
- De samenwerking en werkverdeling  tussen de diverse politieteams, die de zaak behandelden, liet sterk te wensen over. Meerdere politiemensen raakten, mede door het zien van het bewijsmateriaal, overspannen en definitief voor politiewerk arbeidsongeschikt.

## Paasgebruiken
In Lügde bestaat nog altijd een Osterräderlauf geheten traditie rondom het christelijke paasfeest, waarbij enkele brandende zonnekruisen (Sonnenräder, zonnewielen met een gewicht van 270 kg en een diameter van 1,70 meter) 's nachts vanaf de heuvel Osterberg worden gerold, waarna de kerkklokken worden geluid en een volksfeest begint. Ten tijde van Adolf Hitler, in het jaar 1935, trachtten de nazi's tevergeefs deze oude, mogelijk inderdaad voorchristelijke en oud-Germaanse, maar wel sterk gekerstende, vruchtbaarheidsrite voor hun ideologie te kapen. Maar de Lügdeners verhinderden dat, door de route, waar normaliter de brandende wielen naar beneden rolden, met een groot houten kruis te blokkeren.

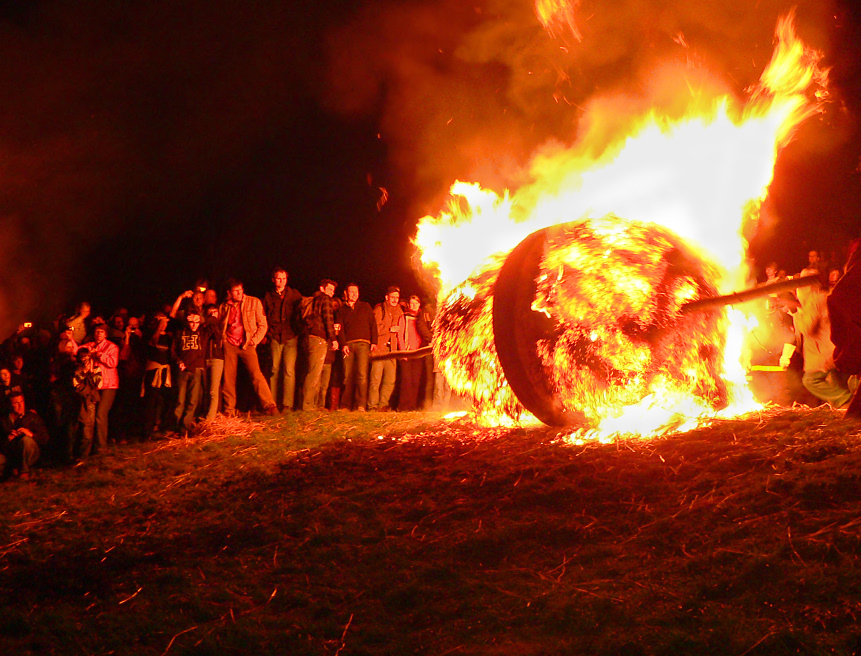
Start van een Osterrad, een brandend zonnewiel,  in Lügde
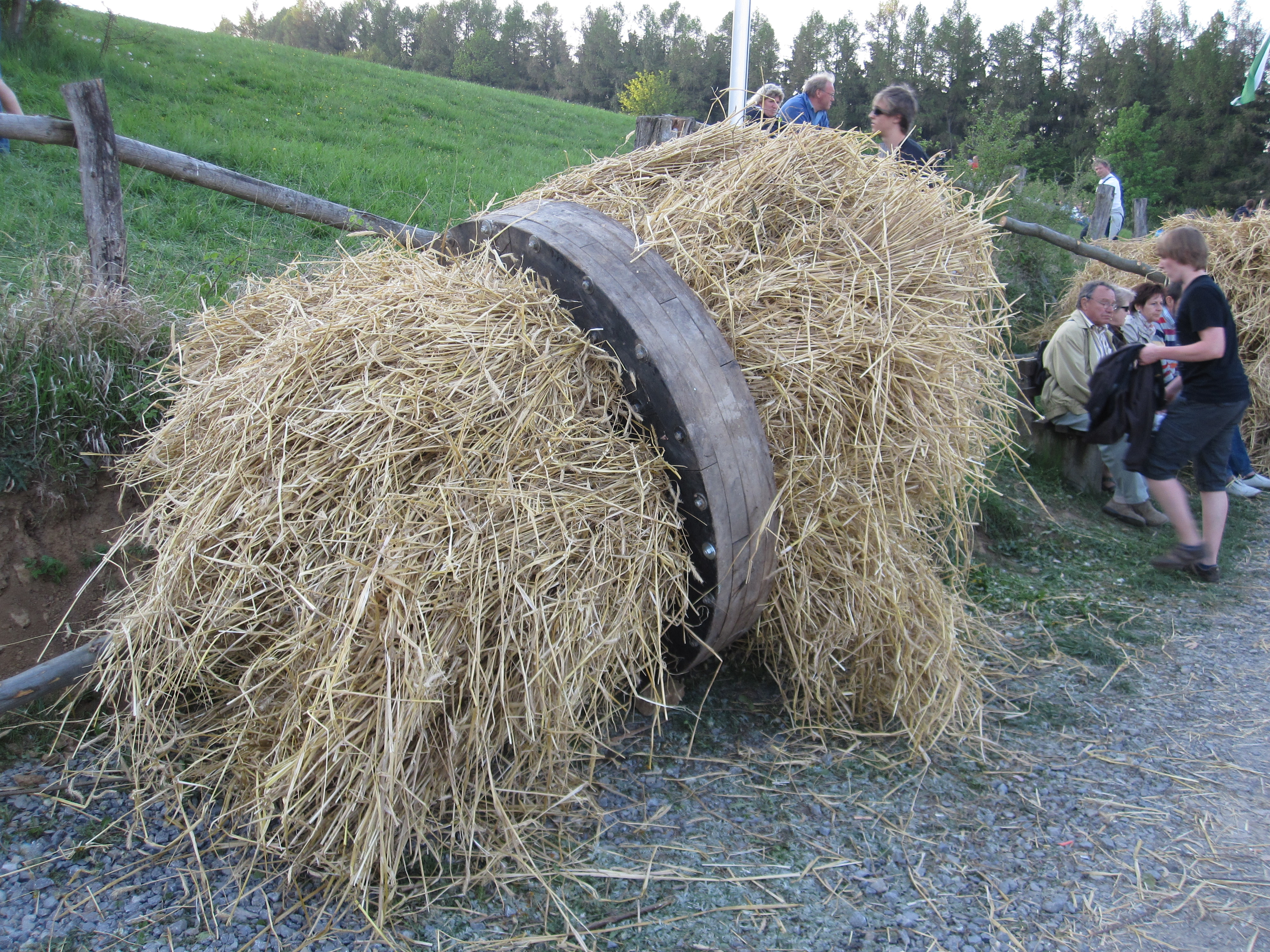
Het Osterrad van Lügde voor de start: het is met stro opgevuld, bijeengebonden met hazelnotenbomen-takken (Pasen 2011)
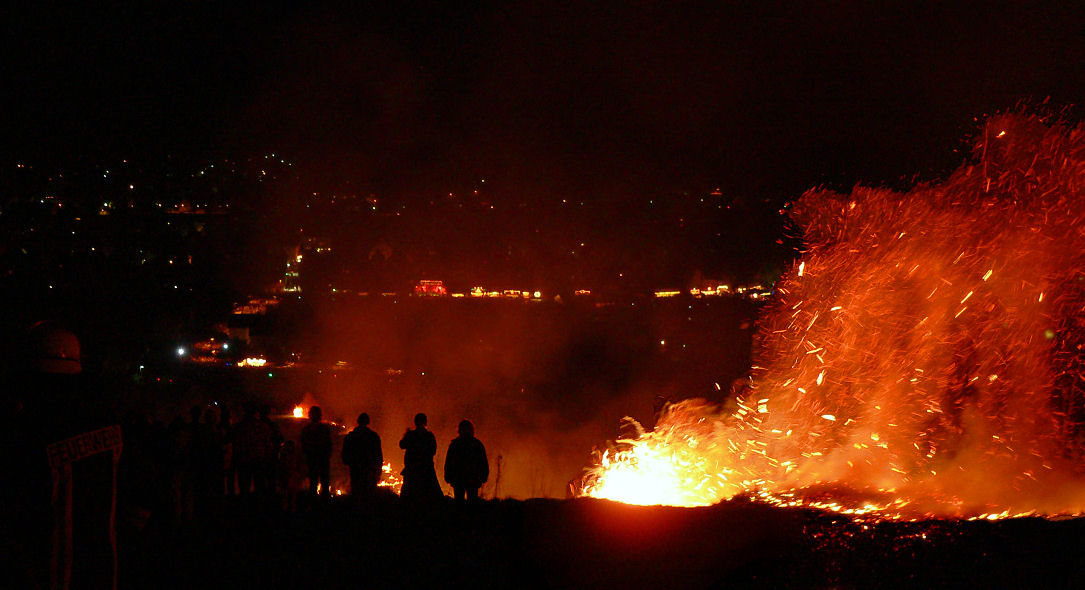
Het wiel rolt brandend de berg af naar Lügde
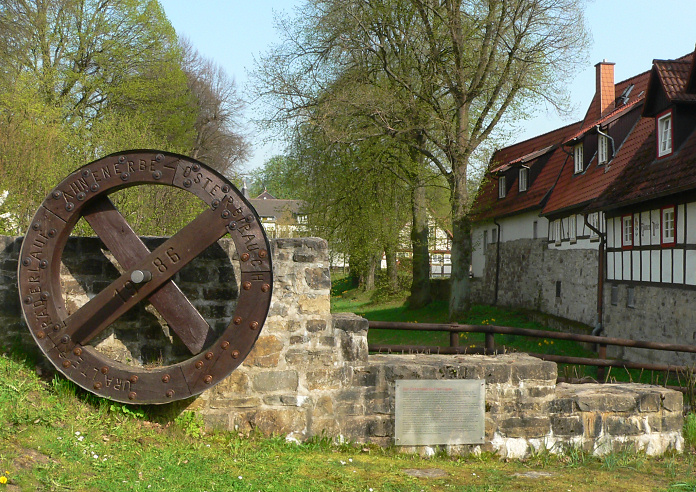
Een tentoongesteld Osterrad in Lügde

## Bezienswaardigheden, natuurschoon, toeristische attracties
- De romaanse St. Kiliaanskerk (12e-13e eeuw; in de 18e eeuw ingrijpend gerenoveerd) met fraai barok interieur. De kerk is in gebruik voor de rooms-katholieke parochie van Lügde. De Kiliaanskerk werd in de 17e, 18e en 19e eeuw regelmatig voor de zondagse kerkgang bezocht door de belangrijke kuurgasten van het slechts 3 km verderop gelegen  Bad Pyrmont. Onder andere koning Frederik II van Pruisen en Johann Wolfgang von Goethe zijn er enkele zondagen ter kerke gegaan.
- Het natuurschoon van het Wezerbergland met talrijke mogelijkheden voor wandel-, fiets- en mountainbiketochten; zie ook Köterberg. Vermeldenswaardig is o.a. het beukenbos op de 254 m hoge Schildberg ten oosten van Lügde.
- Het schilderachtige, 14e-16e-eeuwse, kloostercomplex in het dorp Falkenhagen
- Het streekmuseum van Lügde is gevestigd in een fraai, uit 1799 daterend, vakwerkhuis. Men kan er een Osterrad zien, terwijl er ook demonstraties kantklossen worden gehouden. Deze nijverheid kent te Lügde een bescheiden, maar eeuwenoude traditie.
- Rond 1800, na de stadsbrand van 1797, werden in het centrum veel fraaie vakwerkhuizen gebouwd. Daar de meeste daarvan er nog steeds staan, is Lügde een van de best bewaard gebleven oude stadjes in de regio.
- Het in 1734 gebouwde en in de Napoleontische tijd gesloten klooster der franciscanen te Lügde is als cultureel centrum, kleuterschool en dagbestedings-locatie voor ouderen in gebruik.

## Afbeeldingen

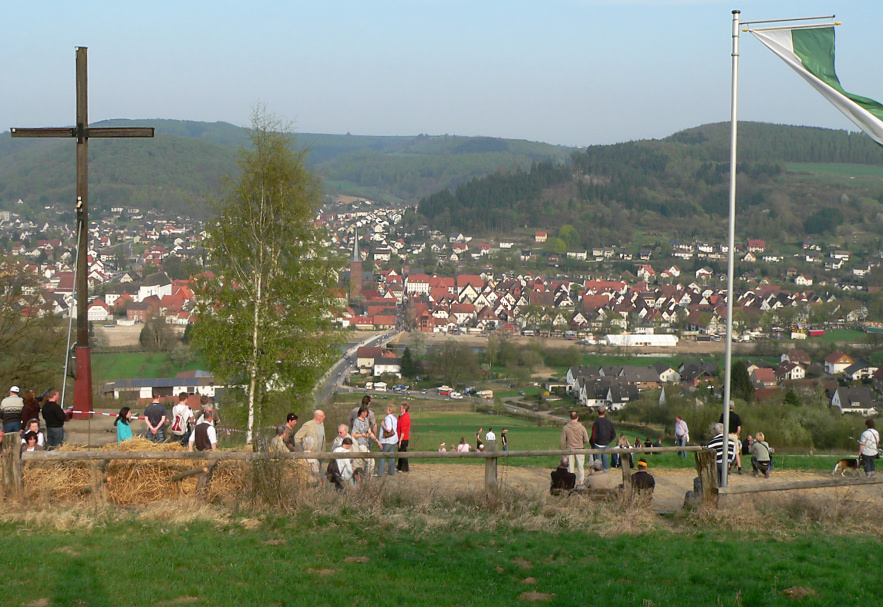
Gezicht op Lügde vanaf de Paasberg (Osterberg)
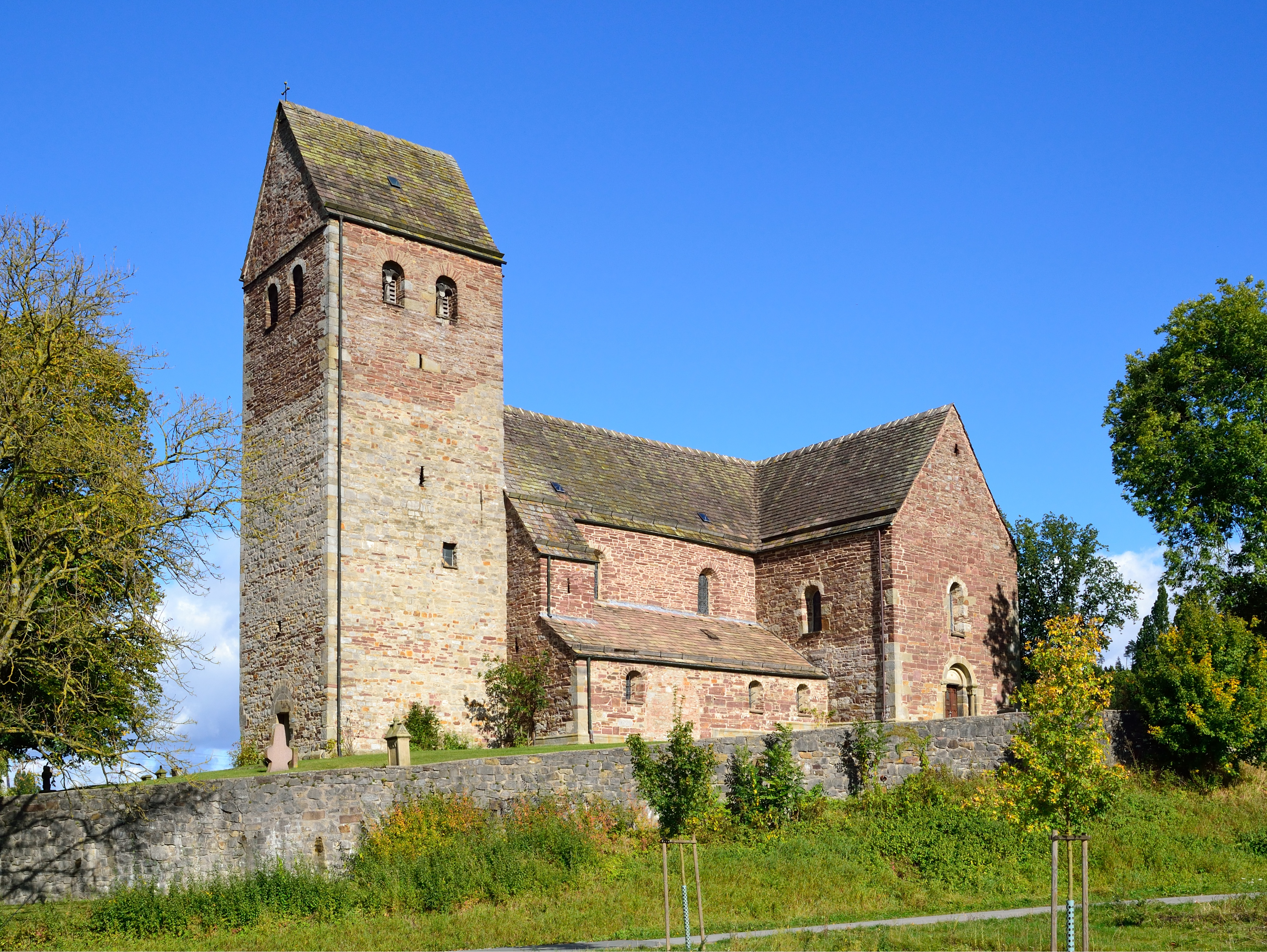
R.K. St. Kiliaanskerk, Lügde
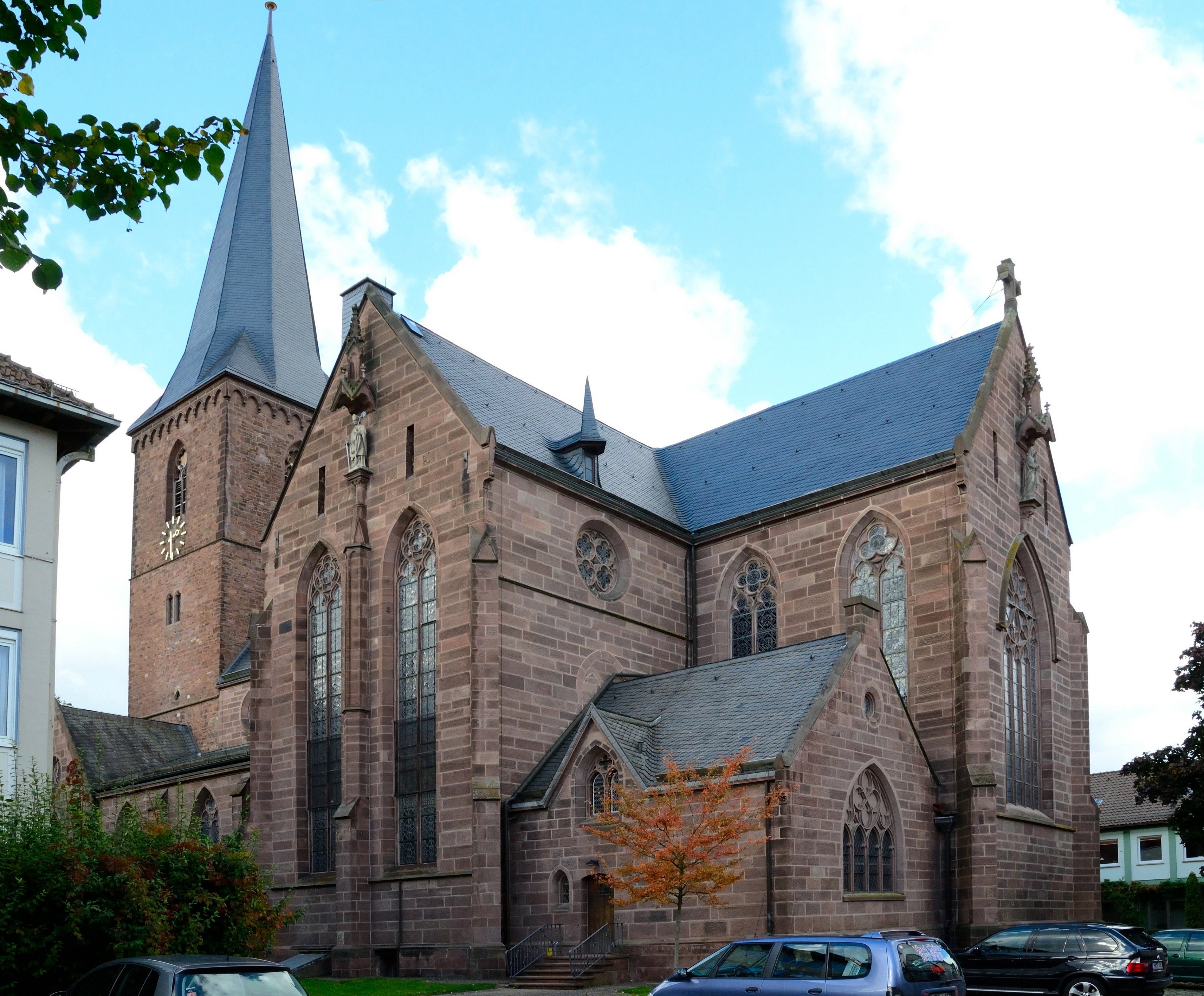
R.K. Mariakerk (1899), Lügde
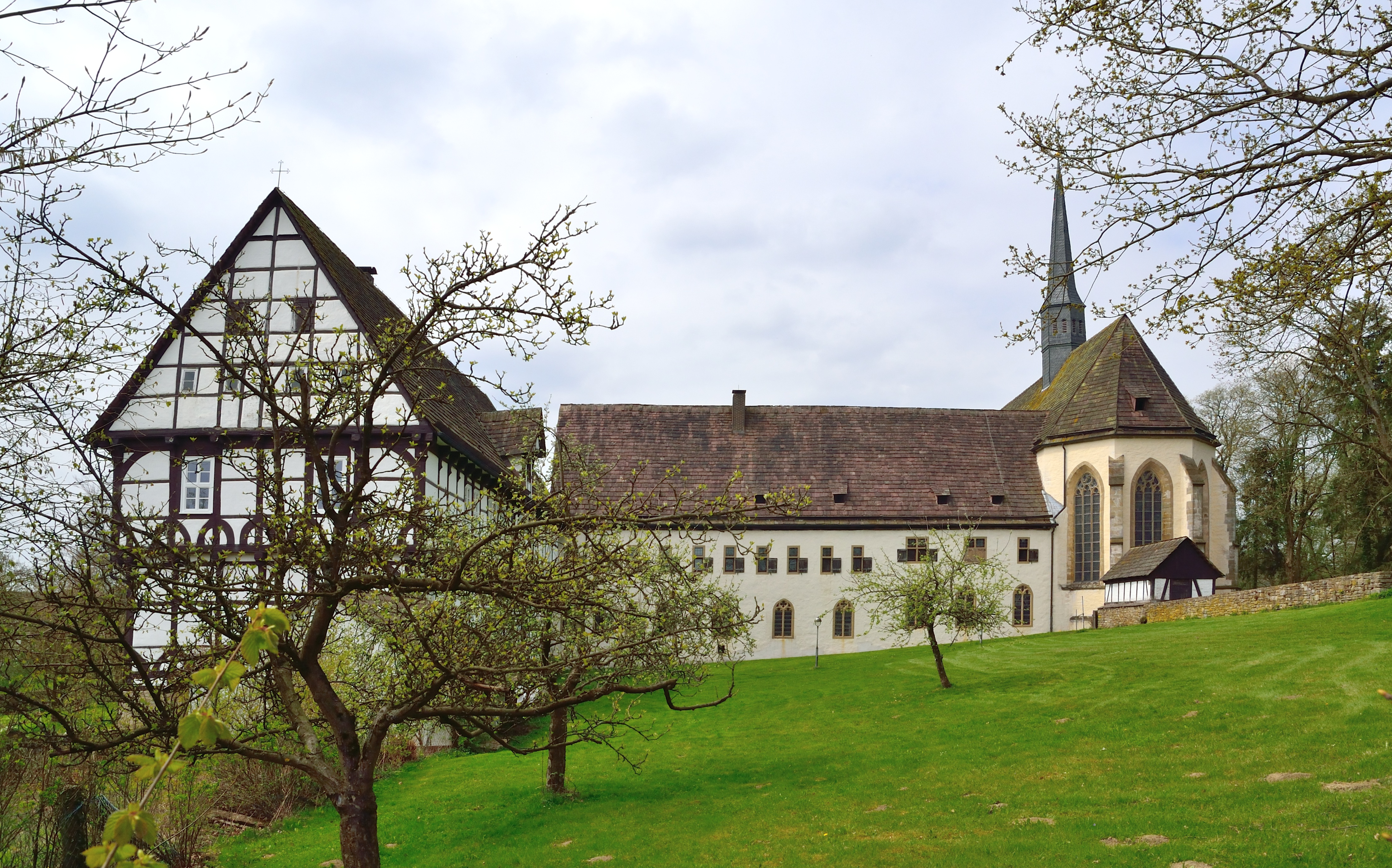
Klooster Falkenhagen
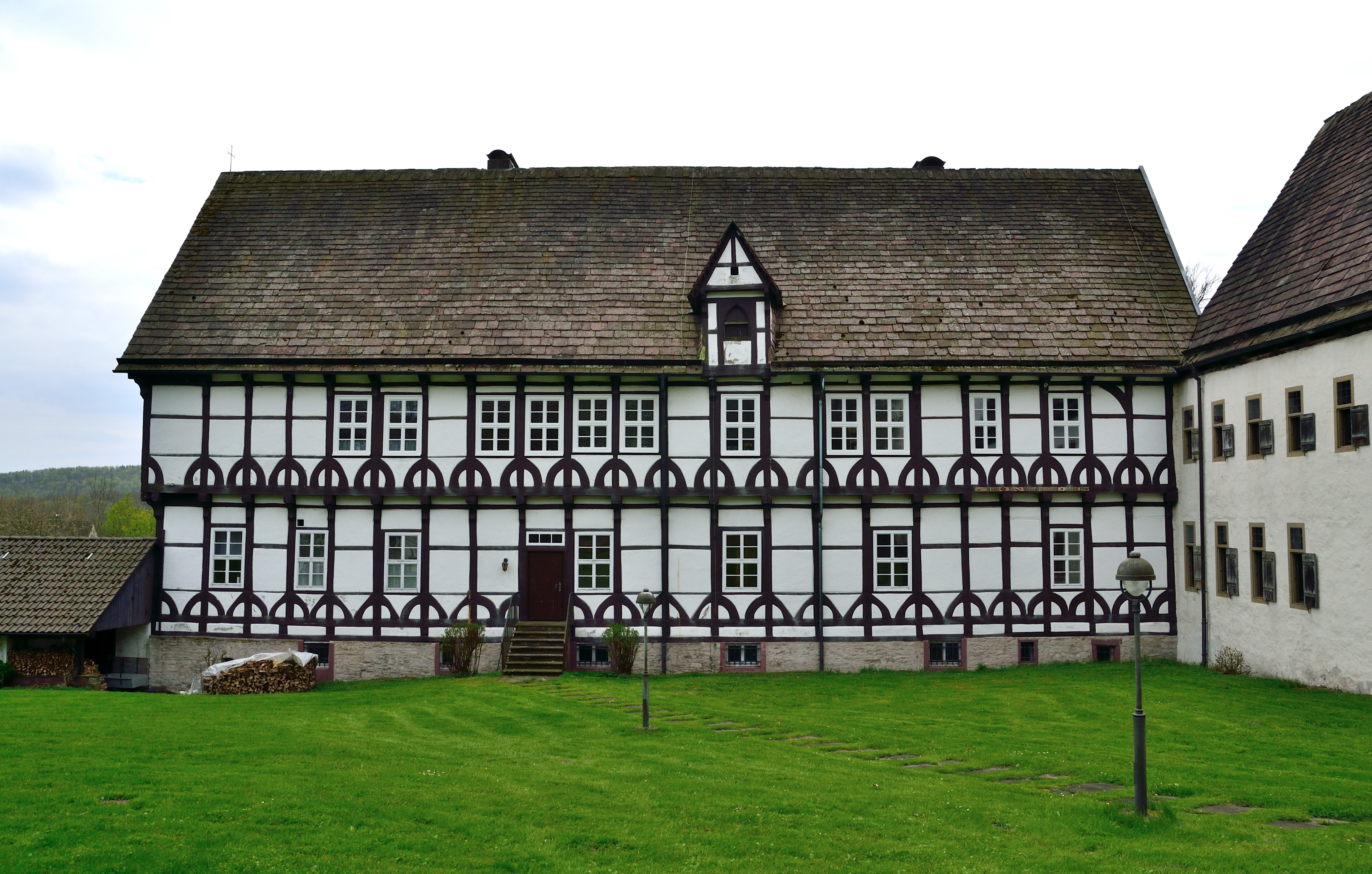
Voormalig dormitorium van dit klooster (evang.-geref. pastorie)
Gezicht op Bad Pyrmont (links) en Lügde (rechts)
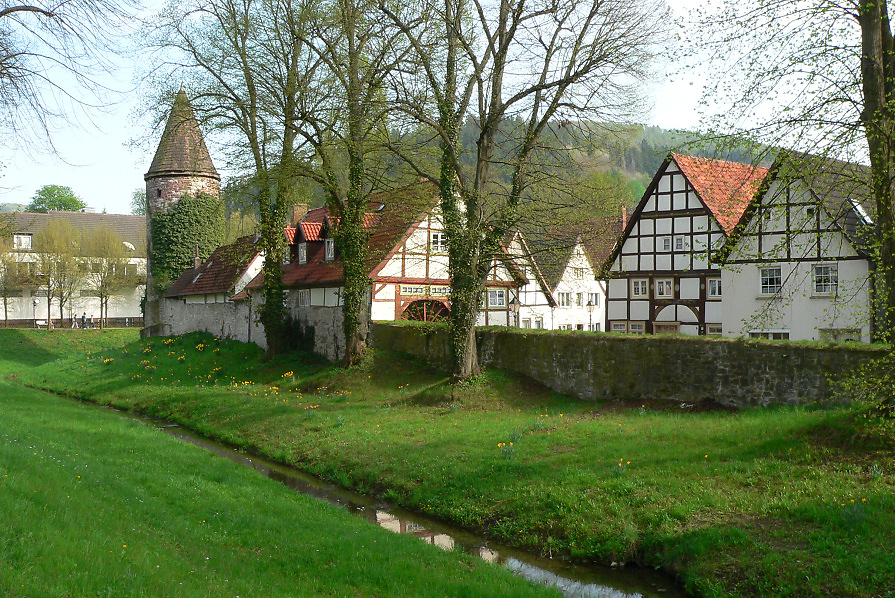
Centrum met stadsmuur
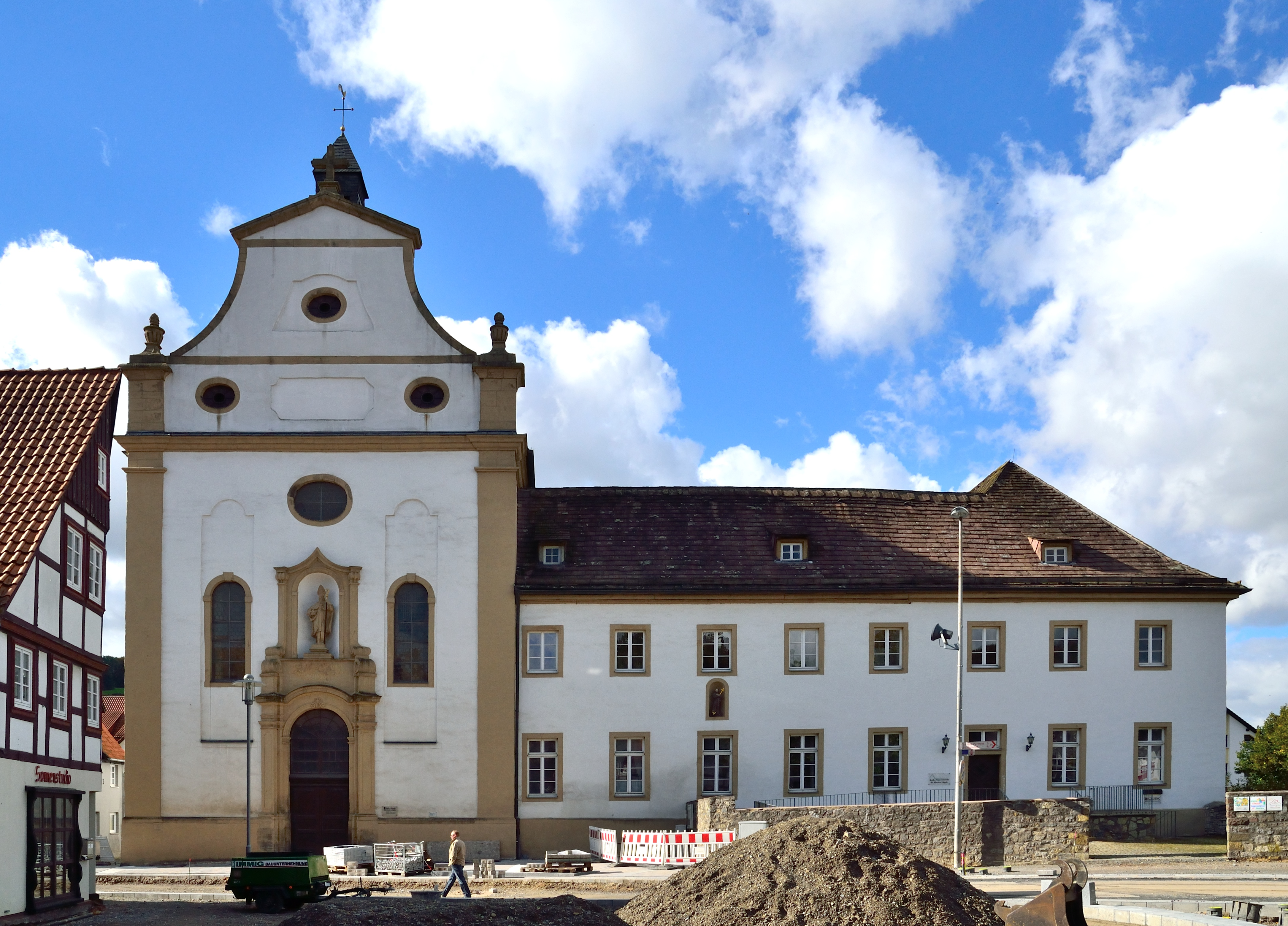
Voormalig Franciscanenklooster, Lügde
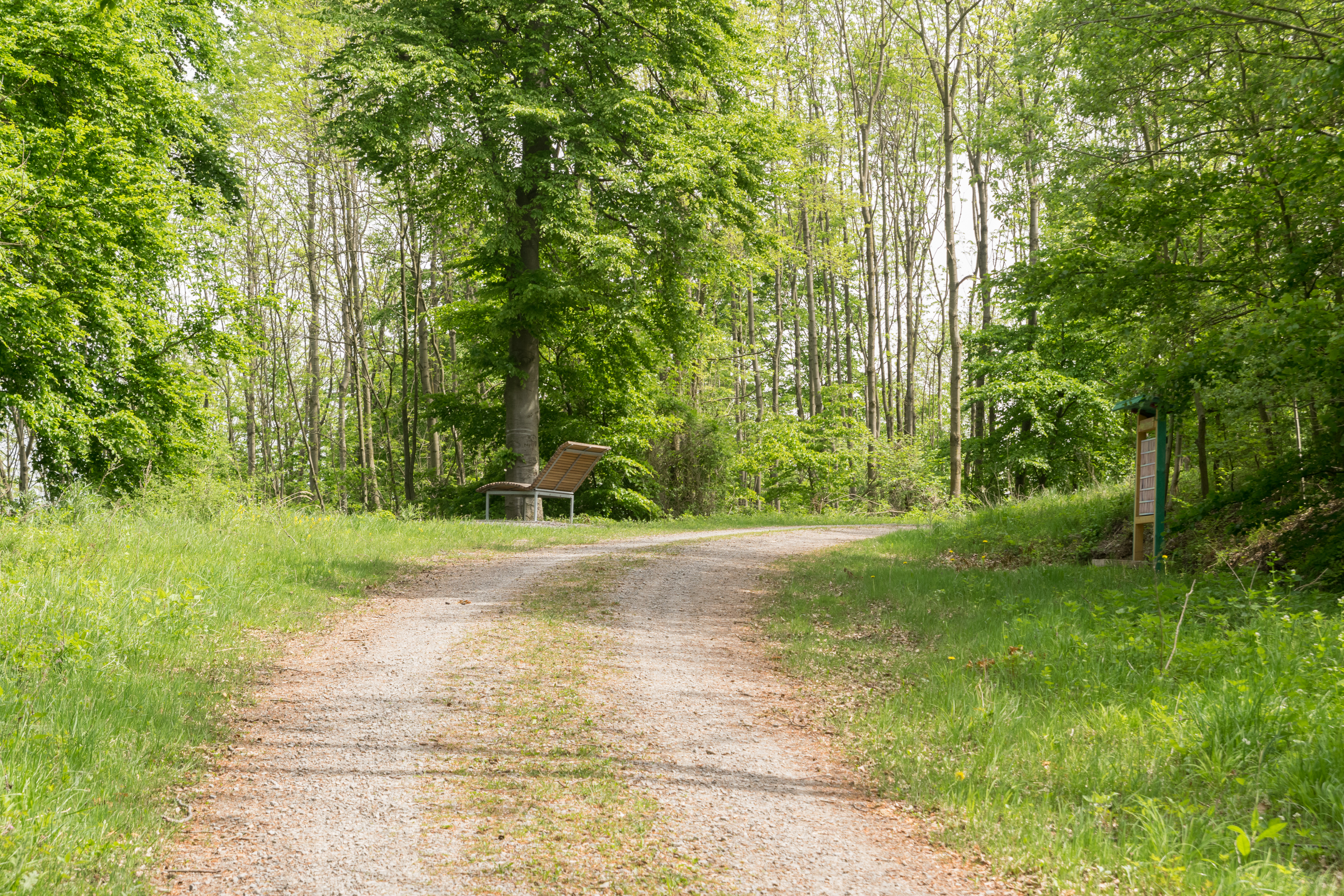
Het beukenbos op de Schildberg

## Belangrijke personen in relatie tot de gemeente
- Johannes Gigas (eigenlijk: Riese; * 1582 in Lügde, † 1637 in Münster) cartograaf,  arts (lijfarts van Ferdinand van Beieren) en natuurwetenschapper
- Friedrich Spee von Langenfeld  (* 25 februari 1591 in Kaiserswerth bij Düsseldorf; † 7 augustus 1635 in Trier) Duits jezuïet, katholiek theoloog en dichter van kerkliederen [8]. Hij verbleef van 1629 tot 1631 geruime tijd in het klooster Falkenhagen.[9]
- Heinrich Drake (Lügde-Ratsiek, 15 februari 1903 – Berlijn, 26 juli 1994), beeldhouwer en tekenaar
- Felix Platte (Höxter, 11 februari 1996), profvoetballer, woonde als kleine jongen 8 jaar lang te Sabbenhausen

## Partnergemeente
Met Angermünde in de Duitse deelstaat Brandenburg, bestaat een jumelage.
Augustdorf · Bad Salzuflen · Barntrup · Blomberg · Detmold · Dörentrup · Extertal · Horn-Bad Meinberg · Kalletal · Lage · Lemgo · Leopoldshöhe · Lügde · Oerlinghausen · Schieder-Schwalenberg · Schlangen